# زهره در ادبیات
زهره [یا ناهید] در ادبیات (فارسی) اشاره به سیاره زهره نماد معشوق و عشق بازی یا رامشگری و خنیاگری است. گاه نیز زهره در کاربرد طالع بینی آن بمعنی سعد اصغر است.
زهره، رامشگر آسمانهاست، زهره و مریخ در عربی معادل ناهید و بهرام در فارسی و ونوس و آدونیس یونانی، بر اساس متون افسانه نام دو عاشق و معشوقی زمینی است که به آسمان رفته‌اند.
زهره سیاره‌ای خوش‌یمن و خوش‌نما بوده و «فرهنگ نظام» آن را این‌گونه معرفی نموده است: «... زهره نام ستارهٔ سوم از سیاره‌ای است که نام فارسی‌اش ناهید است. چون این ستاره در علم نجوم مربی مطربان است بازیچهٔ شاعران فارسی شده است»
به باور قدما زهره به اتفاق دو فرشتهٔ تبعیدی بر زمین، یعنی هاروت و ماروت در شعر فارسی نشانهٔ اغواگری، فریبندگی و حتی جادوگری هستند. عشرت‌طلبی بی‌حد، به‌همراه زیبایی و نیز چنان‌که اشاره شد، سحر و جادو و البته چاه بابل که محل زندان هاروت و ماروت است در بیش‌تر جاها در شعر فارسی همراه این سیاره ی سپیدروی درخشنده است؛ لذا شگفتی ندارد که شاعران ما لقب‌هایی چون ارغنون‌زن گردون، رودگر فلک، عروس ارغنون‌زن، بربط‌نواز، زنی بربط‌نواز و خلاصه خنیاگر و مطربهٔ فلک برای زهره قایل شده‌اند.

## کاربرد حقیقی
فردوسی در آغاز شاهنامه این چنین می‌گوید:

## نماد معشوق
در ادبیات فارسی، زهره با توجه به داستان دو فرشته مذکور یا سفید جبینی و رعنایی گاه نماد معشوق و عشق بازی است:
شکر و بادام به هم نکته ساز
زهره و مریخ به هم عشقباز
«نظامی»
چون زنی از کاربر شد روی زرد
مسخ کرد او را خدا و زهره کرد
«مولوی»
مطرب به سِحرکاری هاروت در سماع
خجلت به روی زهره زهرا برافکند
زهره با ماه و شفق گویی ز بابل جادویست
نعل و آتش در هوای قیرگون انگیخته
به فروغ رُخ زهره‌صفتست
به فریب دل هاروت‌فنست
بر لب باریک جام، عاشق لب‌دوخته
بر سر گیسوی چنگ زهره سر انداخته
«خاقانی»
خورشید وشی، ماه رخی، زهره جبینی
یاقوت لبی، سنگ دلی، تنگ دهانی
حافظ
به جهان تکیه مکن ور قدحی می‌داری
شادی زهره‌جبینان خور و شیرین‌دهنان
حافظ
| پس آنگه قلم بر عطارد شکست |  | که امی قلم را نگیرد به دست   |
| طلاق طبیعت به ناهید داد   |  | به شکرانه قرصی به خورشید داد |
|                           |  | (نظامی)                      |

| فلک در بر او چو چوب در او |  | سگی حلقه در گوش فرمان نماید |
| قبولش ز هاروت ناهید سازد  |  | کمالش ز بابل خراسان نماید   |
|                           |  | (خاقانی)                    |

| یک عروسیست بر فلک که مپرس |  | ور بپرسی بپرس از ناهید     |
| زین عروسی خبر نداشت کسی   |  | آمدند انبیا به رسم نوید    |
| شمس تبریز خسرو عهدست      |  | خسروان را هله به جان بخرید |
|                           |  | (دیوان شمس)                |

## نماد خنیاگری
در ادبیات فارسی، زهره که اشاره به دومین سیاره داخلی منظومه شمسی است بعنوان نماد خنیاگری است:
| مگر طشت دوشینه کافتاده بود  |  | به وقت سحرگه صدا داده بود |
| شه از هول آن بانگ زهره شکاف |  | بغرید چون کوس خود در مصاف |
|                             |  | (نظامی)                   |

| ز فریاد روئین خم از پشت پیل |  | نفیر نهنگان برآمد ز نیل |
| ز بس بانگ شیپور زهره شکاف   |  | بدرید زهره بپیچید ناف   |
|                             |  | (نظامی)                 |

| سخت سر کوفته دارندش و او نالد زار |  | نالهٔ مرد ز سرکوبهٔ اعدا شنوند     |
| خم کوس است که ما نوذیحجه نمود     |  | گر ز مه لحن خوش زهرهی زهرا شنوند |
|                                   |  | (خاقانی)                         |

| چون قبه کند باده گویند رسد مهمان     |  | مهمان رسدت زهره کثار نمود آنک    |
| کف چرخ زنان بر می، می رقص کنان در دل |  | دل خال کنان از رخ گلزار نمود آنک |
|                                      |  | (خاقانی)                         |

| احمدالله تعالی که به ارغام حسود |  | خیل بازآمد و خیرش به نواصی معقود |
| مطرب از مشغلهٔ کوس بشارت چه زند  |  | زهره بایستی امروز که بنوازد عود  |
|                                 |  | (سعدی)                           |

| از سپاهش پیاده‌ای بهرام |  | آن که ترک سپهر دارد نام |
| پرتو روی ساقیش خورشید  |  | کفش گردان مطربش ناهید   |
|                        |  | (عبید زاکانی)           |

در آسمان نه عجب گر به گفتهٔ حافظ
سماع زهره به رقص آورد مسیحا را
حافظ
بیاور می که نتوان شد زمکر آسمان ایمن
به لعب زهرهٔ چنگی و مریخ سلحشورش
حافظ
زهره سازی خوش نمی‌سازد مگر عودش بسوخت
کس ندارد ذوق مستی میگساران را چه شد
حافظ
یارب آن شاه وش ماه رخ زهره جبین
دریکتای که و گوهر یکدانه کیست
حافظ
بر لب باریک جام، عاشق لب‌دوخته
بر سر گیسوی چنگ زهره سر انداخته
«خاقانی»

## نماد طالع بینی (سعد اصغر)
چنان‌که از نجوم قدما دریافت می‌شود، سیارهٔ زهره که نام دیگرش ناهید گفته شده نقش سعد اصغر (به علت سپیدی رنگش نزد شاعران فارسی به عنوان سعد اصغر شناخته شده است) را داشته است.
زهره گاه در معنی سعد اصغر در ادبیات فارسی کاربرد محتوایی دارد:
بگیر طره مه چهره‌ای و قصه مخوان
که سعد و نحس ز تأثیر زهره و زحل است
حافظ
زهره گر در مجلس بزمش نباشد بربطی
در میان اختران چون نای بی‌تنبور باد
طالعش گر زهره باشد در طرب
میل به کی دارد و عشق و طلب
مولوی
| دلم ز نرگس ساقی امان نخواست به جان |  | چرا که شیوه آن ترک دل سیه دانست    |
| ز جور کوکب طالع سحرگهان چشمم       |  | چنان گریست که ناهید دید و مَه دانست |
|                                    |  | (حافظ)                             |